# Adam Scott (golfer)
Adam Derek Scott (Adelaide, 16 juli 1980) is een Australisch professioneel golfer.

## Carrière
Adam Scott werd pro in 2000 en heeft daarna lange tijd getraind bij Butch Harmon, die ook Tiger Woods onder zijn hoede heeft gehad. Butch Harmon en Greg Norman (Adams grote idool) spoorden hem aan om eerst op de Europese PGA Tour te spelen. Dit advies volgde hij op en na enkele jaren stapte hij over op de PGA Tour waar hij zijn eerste overwinning boekte in 2003. Hij heeft op de vijfde plaats van de wereldranglijst gestaan.
In 2012 leek hij het Brits Open te gaan winnen, gezien zijn voorsprong van vier slagen en nog maar vier holes te gaan , maar ..... Ernie Els eindigde op -7 en Scott maakte enkele bogeys en stond na 17 holes ook op -7. Hij moest op hole 18 een birdie maken om te winnen, en met een par zou er een play-off volgen. Hij maakte een bogey en Ernie Els won.
In 2013 won hij de US Masters op Augusta. Hij speelde de laatste ronde in de voorlaatste partij en maakte een birdie op de laatste hole. Achter hem speelde Ángel Cabrera, die ook met een birdie eindigde waarna ze samen een play-off moesten spelen. Scott won met een birdie op de tweede extra hole.

## Swingstijl
Adam Scott heeft een van de meest perfecte golfswings van dit moment.
Hij heeft een verbazingwekkende versnelling vanuit een backswing die niet verder gaat dan de (denkbeeldige) horizontale lijn boven zijn hoofd. Zijn finish is stevig met een grote schouderdraai die zijn oorzaak vindt in zijn grote swingsnelheid.

## Gewonnen

### Australië
- 2009: Australisch Open
- 2012: Australian Masters
- 2013: Australian Masters

### Europese Tour
- 2001: Alfred Dunhill Kampioenschap
- 2002: Qatar Masters, Gleneagles Scottish PGA Championship
- 2003: Scandic Carlsberg Scandinavian Masters
- 2005: Johnnie Walker Classic
- 2008: Qatar Masters
- 2013: US Masters

### PGA Tour
- 2003: Deutsche Bank Championship
- 2004: The Players Championship, Booz Allen Classic
- 2005: Nissan Open
- 2006: The Tour Championship
- 2007: Shell Houston Open
- 2008: EDS Byron Nelson Championship
- 2010: Singapore Open
- 2011: WGC - Bridgestone Invitational
- 2013: US Masters
- 2014: Crowne Plaza Invitational at Colonial
- 2020: The Genesis Invitational

### Majors
| Major                 | 2000 | 2001 | 2002 | 2003 | 2004 | 2005 | 2006 | 2007 | 2008 | 2009 | 2010 | 2011 | 2012 | 2013 |
| --------------------- | ---- | ---- | ---- | ---- | ---- | ---- | ---- | ---- | ---- | ---- | ---- | ---- | ---- | ---- |
| Masters Tournament    |      |      | T9   | T23  | MC   | T33  | T27  | T24  | T25  | MC   | T18  | T2   | T8   | 1    |
| US Open               |      |      | MC   | MC   | MC   | T28  | T21  | MC   | T26  | T36  | MC   | MC   | T15  |      |
| The Open Championship | MC   | T47  | MC   | MC   | T42  | T34  | T8   | T27  | T16  | MC   | T27  | 25   | 2    |      |
| PGA Championship      |      | MC   | T23  | T23  | T9   | T40  | T3   | T12  | MC   | MC   | T39  | 7    | T11  |      |

| Legenda                       |
| ----------------------------- |
| = : niet gespeeld             |
| MC: Missed cut / cut gemist   |
| T: tied (gedeelde klassering) |

## Mercedez-Benz
Adam Scott is vanaf 1 januari 2012 golf-ambassadeur van Mercedes-Benz. Het contract werd getekend op het moment dat hij nummer 9 stond op de Official World Golf Ranking.